# Will von der Mühle
Will von der Mühle (engl. Will o’ the Mill) ist eine allegorische Kurzgeschichte des schottischen Schriftstellers Robert Louis Stevenson, die  1887 in der Sammlung Die tollen Männer und andere Geschichten (engl. The Merry Men and Other Tales and Fables) bei Chatto & Windus erschien.
Die Liebe des Naturphilosophen Will zu der Pfarrerstochter Marjory (in einigen Übersetzungen: Margreet) ist unglücklich.

## Inhalt
Die Mühle, in der der kleine Will mit seinen Pflegeeltern in einem Hochlandtal lebt, ist nur über einen holprigen, gefährlichen Gebirgspfad erreichbar. Will hat Fragen an den Müller: Wohin geht der Fluss? Was treiben die Menschen unten in der Ebene?... Der Junge vermutet, „das wirkliche Leben“ spiele sich dort unten ab. Die Zeit vergeht. Nachdem die Mühle auch mit dem Wagen erreichbar geworden ist, macht der Müller aus dem Mühlhaus eine Wegschenke. Einmal kommt ein Professor aus der Stadt herauf und lädt Will zum Mitkommen ein. In der Ebene soll der Junge eine gute Erziehung erhalten. Die Pflegeeltern sind stolz auf ihren Will. Aber dieser bleibt bis an sein Lebensende, also bis zum 72. Lebensjahr, oben in seinem Hochlandtal.
Nachdem die Pflegeeltern gestorben sind, baut Will den Gasthof aus, stellt Bedienstete ein und wird mit der Zeit wohlhabend. Der zurückgezogen lebende Will gilt als Sonderling: Er hinterfragt „die natürlichsten Dinge von der Welt“. Als 30-Jähriger wirbt Will um die etwa 19-jährige Marjory, weil er sie liebt. Der junge Mann weiß, was sich gehört. Er fragt den Vater. Der Pfarrer gibt die Frage weiter: „Liebst du ihn auch, ja oder nein?“ Marjory erwidert leise: „Ich glaube ja.“ Darauf der Vater: „Ihr müßt heiraten“. Daraus wird nichts. Will verdirbt die bevorstehende Hochzeit, indem er der Braut eines seiner Denkergebnisse mitteilt. Die Heirat sei nicht der Mühe wert. Der Leser erfährt nicht, wie Will zu dieser Erkenntnis gekommen ist und kann nur rätseln: Vermutlich hat den Naturphilosophen eine Angewohnheit der Braut brüskiert. Sie pflückt sommers gerne einen Strauß Sonnenblumen. Will möchte Blumen lieber stehenlassen. Marjory fühlt sich an der Nase herumgeführt. Will lenkt ein. Wenn Marjory eben möchte, dann könne er sie auch heiraten. Das nun weist die Braut als Beleidigung zurück.
Dem erstaunten Vater stellt Marjory das folgenreiche Gespräch ein wenig anders dar. Beide hätten sich in ihren Gefühlen getäuscht und sie hätte Will gebeten, sehr gute Freunde zu bleiben. So kommt es auch. Jede Woche besuchen sich die beiden. Aber nach drei Jahren heiratet Marjory einen anderen. Ein Jahr nach dieser Heirat wird Will überraschend an Marjorys Sterbebett gerufen. Ein paar Minuten nur können beide unter vier Augen sprechen. Dann stirbt die Frau.
Jahr um Jahr verschwindet ins Nichts. Will wird bekannt und bekannter. Junge Leute kommen aus der Ebene herauf und wollen Wills „naturgewachsene Philosophie“ studieren. Als Will alt geworden ist, der Tod an die Mühle klopft und rau Wills letzte Reise ankündigt, zittert der Philosoph zwar, heißt den Tod aber dann willkommen. Denn seit Marjorys Tod habe er auf diesen seinen letzten Tag gewartet.

## Form
Der Erzähler spricht die Leserschar in der 2. Person Plural an. Der Text besteht aus drei Kapiteln. Die Liebesgeschichte „Des Pfarrers Margreet“ wird von dem philosophisch angehauchten Einstiegskapitel „Die Ebene und die Sterne“ sowie dem exzellenten allegorischen Showdown „Tod“ flankiert.

## Rezeption
Will geht nicht in die Welt hinaus. Aus Mangel an Versuchungen entwickelt er sich zu Hause zum Weisen. In dieser Geschichte vom Lob auf den Daheimbleibenden entdeckt Wirzberger „indirekten autobiographischen Bezug“. Vorbild für den Erzählton dieser Parabel sei Hawthorne gewesen.

## Deutschsprachige Literatur

### Ausgaben
- Die Abenteuer John Nicholsons und andere Erzählungen. Ins Deutsche übertragen von Marguerite und Curt Thesing. (Die Abenteuer John Nicholsons. Die Insel der Stimmen. Der Leichenräuber. Will von der Mühle. Die krumme Janet). Buchenau & Reichert Verlag, Berlin um 1925. 248 Seiten
- Quartier für die Nacht. Will von der Mühle. Novellen. Insel-Bücherei Nr. 234. Übertragen von Irma und Albrecht Schaeffer (Nachwort), Insel-Verlag, Leipzig 1951. 80 Seiten
- Robert Louis Stevenson: Will von der Mühle. S. 280–311. (Übersetzerin: Barbara Cramer) in Robert Louis Stevenson: Das rätselvolle Leben. Meistererzählungen. (Des Sire de Malétroit Tür. Markheim. Olalla. Der seltsame Fall Dr. Jekyll und Mr. Hyde. Die krumme Janet. John Nicholsons unglückselige Abenteuer. Will von der Mühle. Der Pavillon auf den Dünen) Nachwort von Karl-Heinz Wirzberger. Dieterich’sche Verlagsbuchhandlung, Leipzig 1953, 400 Seiten[A 3]
- Will aus der Mühle / Will o' the mill. Deutsch und Englisch. Reclam, Stuttgart 1971. ISBN 3-15-007947-0. 78 Seiten

### Sekundärliteratur
- Michael Reinbold: Robert Louis Stevenson. Rowohlt, Reinbek 1995, ISBN 3-499-50488-X.